# 아사히 금속 산업 대 고등법원 사건
아사히 금속 산업 대 고등법원 사건(Asahi Metal Industry Co. v. Superior Court, 480 U.S. 102 (1987))은 미국 연방대법원의 유명한 판결이다. 이 판결은 미국에 위치하고 있지 않은 외국 법인에 대한 관할권을 명확히 한 판례이다.

## 주요사실
캘리포니아주에서 Zurcher는 혼다 오토바이를 몰고 가다 사고를 당하자 캘리포니아 법원에 제조물하자소송을 제기한다. 사고는 타이어의 결함으로 인한 것으로 튜브 제조업체인 중화민국의 Cheng Shin Rubber Industrial Co.를 피고로 소송을 제고 하였다. Cheng Shin은 또다시 튜브에서 사용된 벨브를 만든 아사히 금속 산업을 상대로 구상권 소송을 제기한다. 아사히 금속 산업은 캘리포니아주의 관할권 행사가 헌법의 적법절차조항을 위반한 것이라고 주장하였다. 캘리포니아 대법원은 캘리포니아 주의 관할권을 인정하자 아사히 금속 산업은 미국 연방 대법원에 상소한다.

## 판결
연방 대법원은 외국인 피고에 대한 부담, 국제적인 복잡성 등을 고려해 캘리포니아 주의 관할권 행사가 불공정하다고 결정하였다. 관할권 유지를 위한 최소한의 접촉이 이 경우 없었으며 관할권 행사는 공정함과 실질적인 정의에 위배된다고 판시하였다.

## 같이 보기
- 인터내셔널 슈 대 워싱턴 사건
- 민사소송법